# SMPlayer
SMPlayer – odtwarzacz oparty na MPlayerze, dostępny na wolnej licencji GPL.
SMPlayer sam w sobie nie jest odtwarzaczem, lecz graficznym interfejsem użytkownika (GUI). Oparty jest na silniku odtwarzającym MPlayer, który działa z poziomu wiersza poleceń i nie wykorzystuje menu ani przycisków. Sterować można nim wyłącznie przy użyciu klawiatury, co nie jest zbyt wygodne. Aby ułatwić obsługę MPlayera, opracowano kilka interfejsów graficznych, a SMPlayer jest jednym z nich. MPlayer to sam mechanizm odtwarzający, a SMPlayer to nakładka, która wyświetla przyciski, menu czy okna dialogowe.
Program obsługuje systemy Linux oraz Windows i jest dostępny w ponad 30 wersjach językowych, w tym w języku polskim. Wyposażony jest w funkcję zapamiętywania ustawień obecnie odtwarzanych plików. Umożliwia wyszukiwanie i pobieranie napisów z witryny opensubtitles.org.